# Ostracidium
Genre
Ostracidium est un genre d'opilions laniatores à l'appartenance familiale incertaine.

## Distribution
Les espèces de ce genre sont endémiques du Brésil.

## Liste des espèces
Selon World Catalogue of Opiliones (29/10/2021) :
- Ostracidium decoratum Koch, 1839
- Ostracidium fuscum Perty, 1833
- Ostracidium succineum Perty, 1833

## Publication originale
- Perty, 1833 : « Arachnides Brasilienses. » Delectus animalium articulatorum, quae in itinere per Brasiliam annis MDCCCXVII-MDCCCXX jussu et auspiciis Maximiliani Josephi I Bavariae Regis augustissimi peracto, collegerunt Dr. J. B. de Spix et Dr. C. F. Ph. de Martius, Friedrich Fleischer, Monachii, p. 191-209 (texte intégral).